# Piz Forbesch
Le Piz Forbesch est un sommet de la chaîne de l'Oberhalbstein dans le canton suisse des Grisons. Avec une altitude de 3 261 mètres, il est le deuxième plus haut sommet de la chaîne.